# Оберхарц-ам-Броккен
Оберхарц-ам-Броккен (нем. Oberharz am Brocken) — городской округ в Германии, в земле Саксония-Анхальт, входит в состав района Гарц. Административный центр в городе Эльбингероде.
Население составляет 11129 человек (на 31 декабря 2013 года). Занимает площадь 271,52 км².

## Состав
Городской округ Оберхарц-ам-Броккен был сформирован 1 января 2010 года, после проведённых реформ. Он состоит из 10 районов, куда входят 17 населённых пунктов:
1. Беннекенштайн.
2. Зорге.
3. Кёнигсхётте[нем.].
4. Рюбеланд[нем.] с поселениями Зузенбург[нем.], Нойверк[нем.], Кальтес-Таль и Кройцталь.
5. Танне.
6. Траутенштайн[нем.].
7. Хассельфельде с поселением Ротакер[нем.].
8. Штиге.
9. Эленд.
10. Эльбингероде с поселениями Эггерёдер-Бруннен[нем.] и Бюхенберг[нем.].

## Галерея

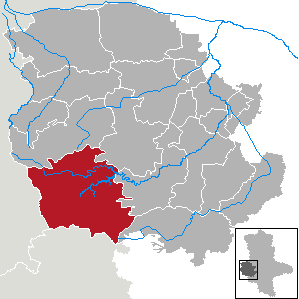
Оберхарц-ам-Броккен на карте района
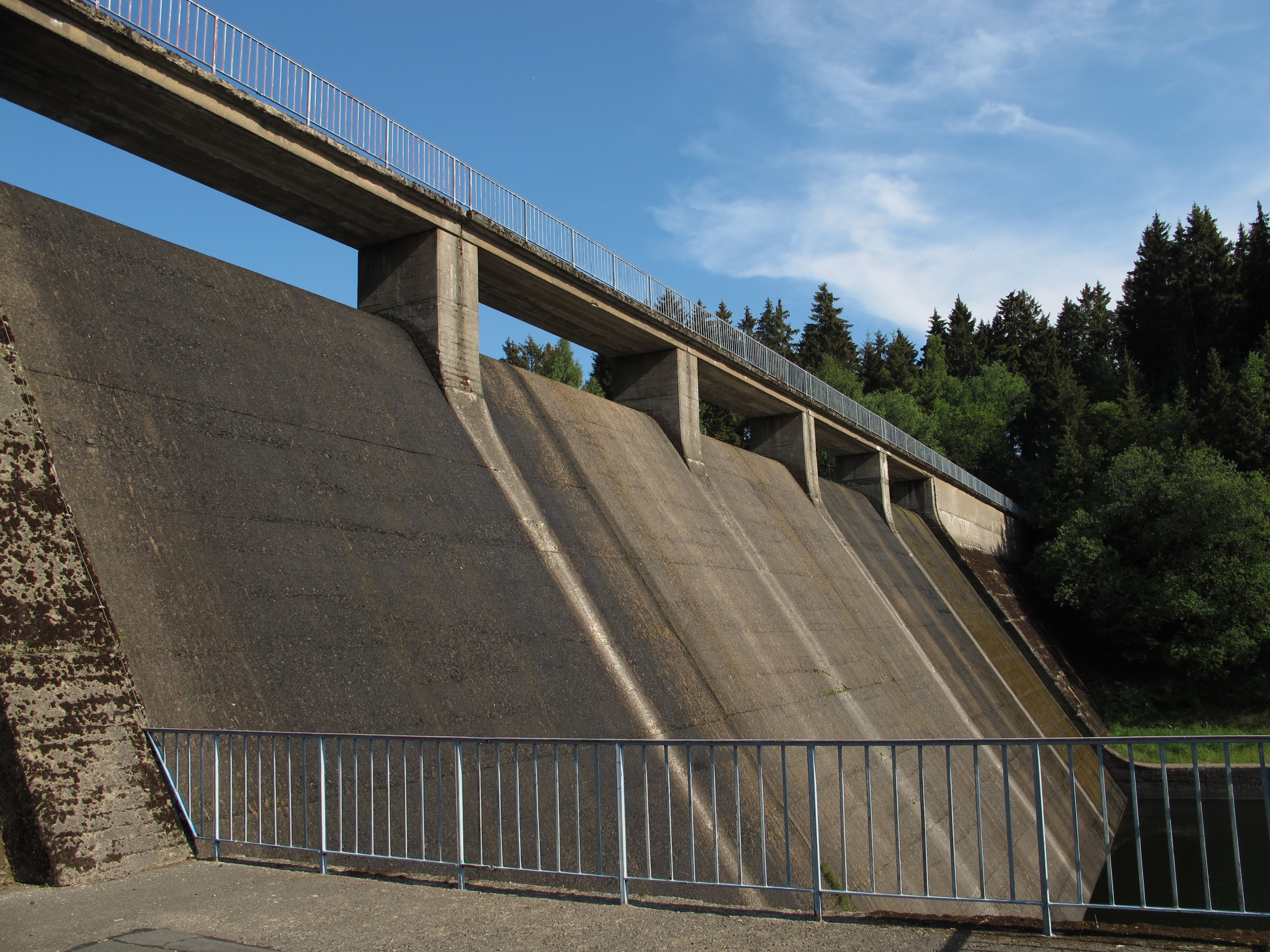
Плотина Хассель
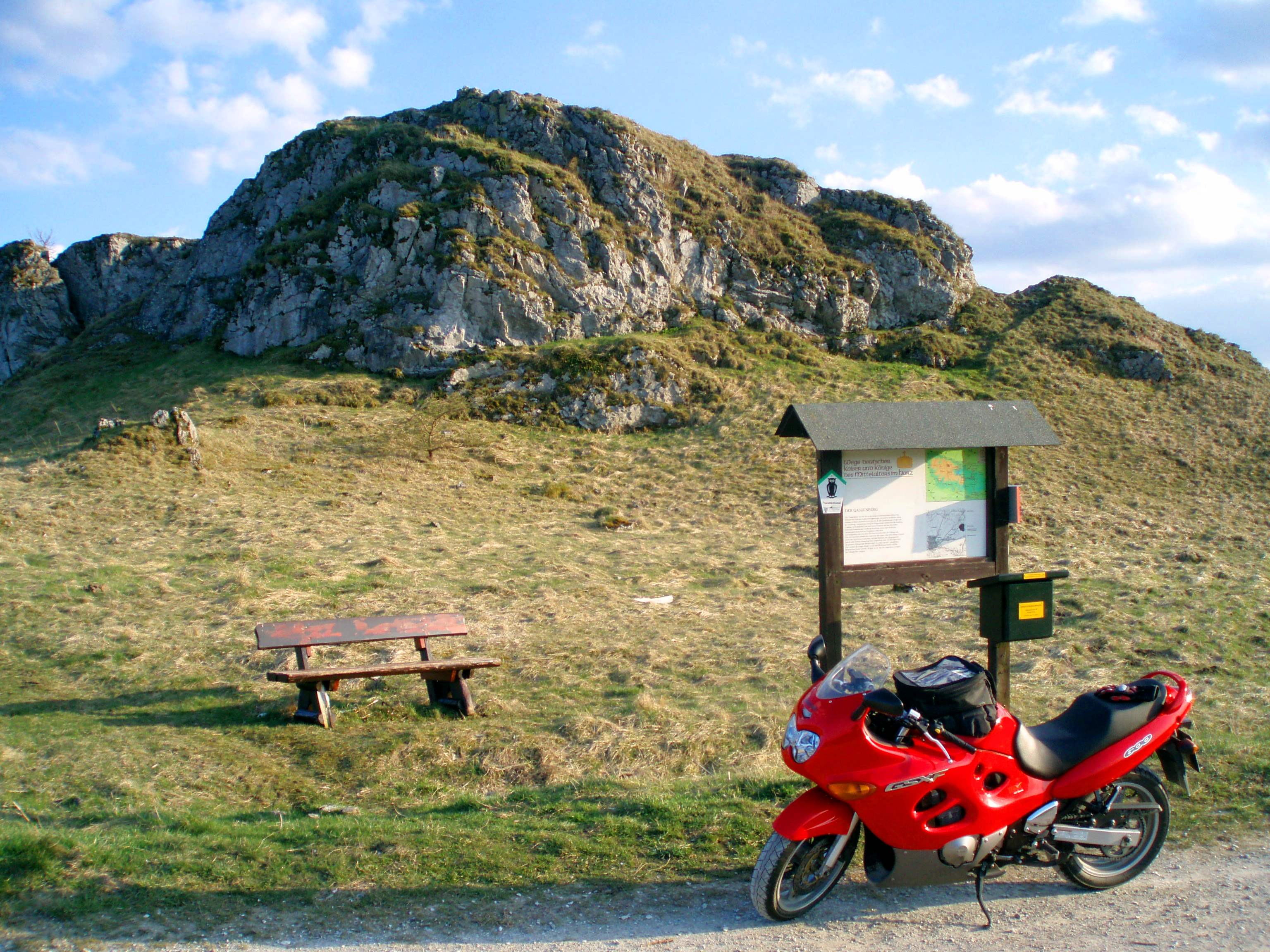
Гора Гальгенберг[нем.]
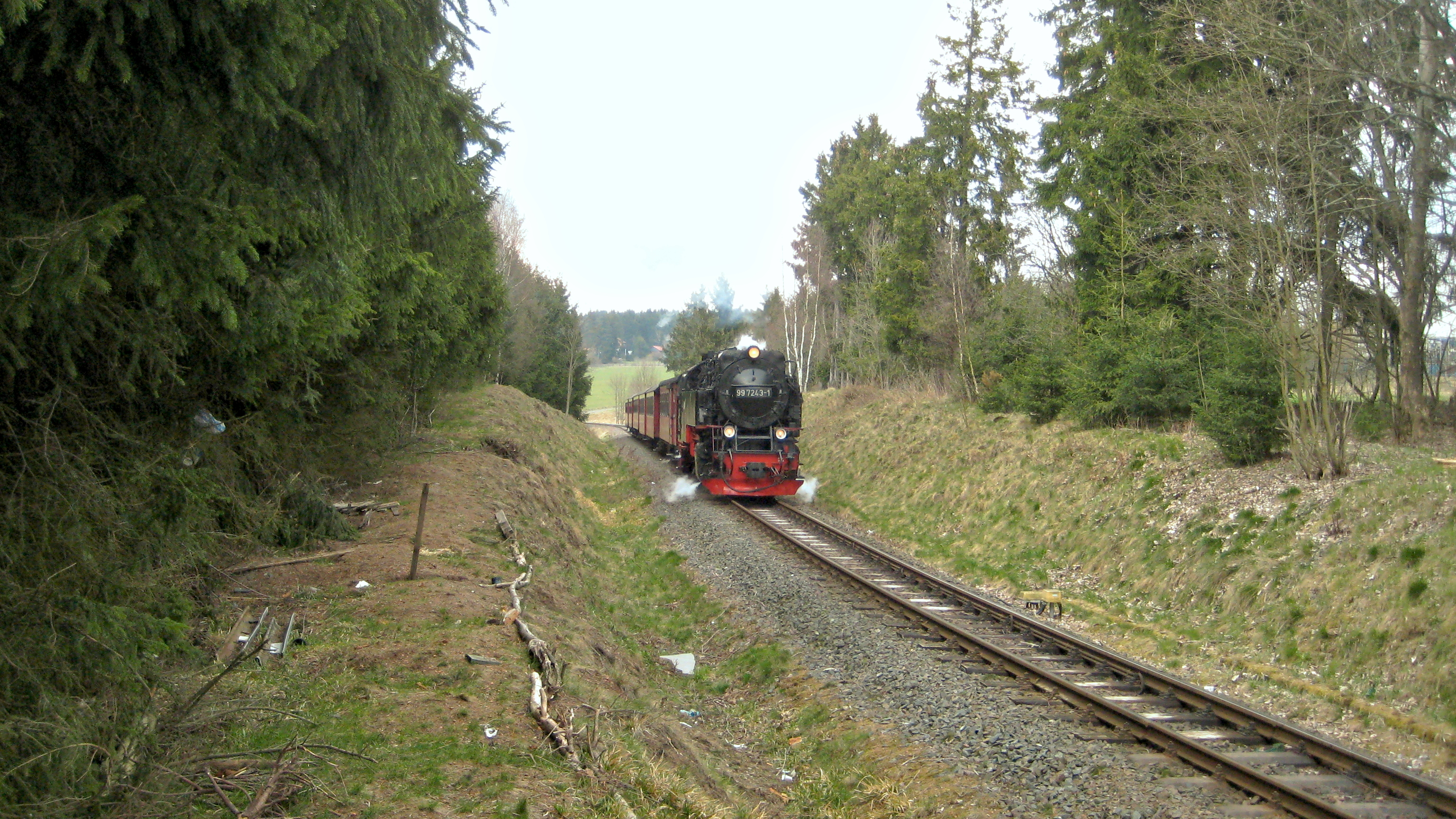
Экскурсионный паровоз